# Michael Praun

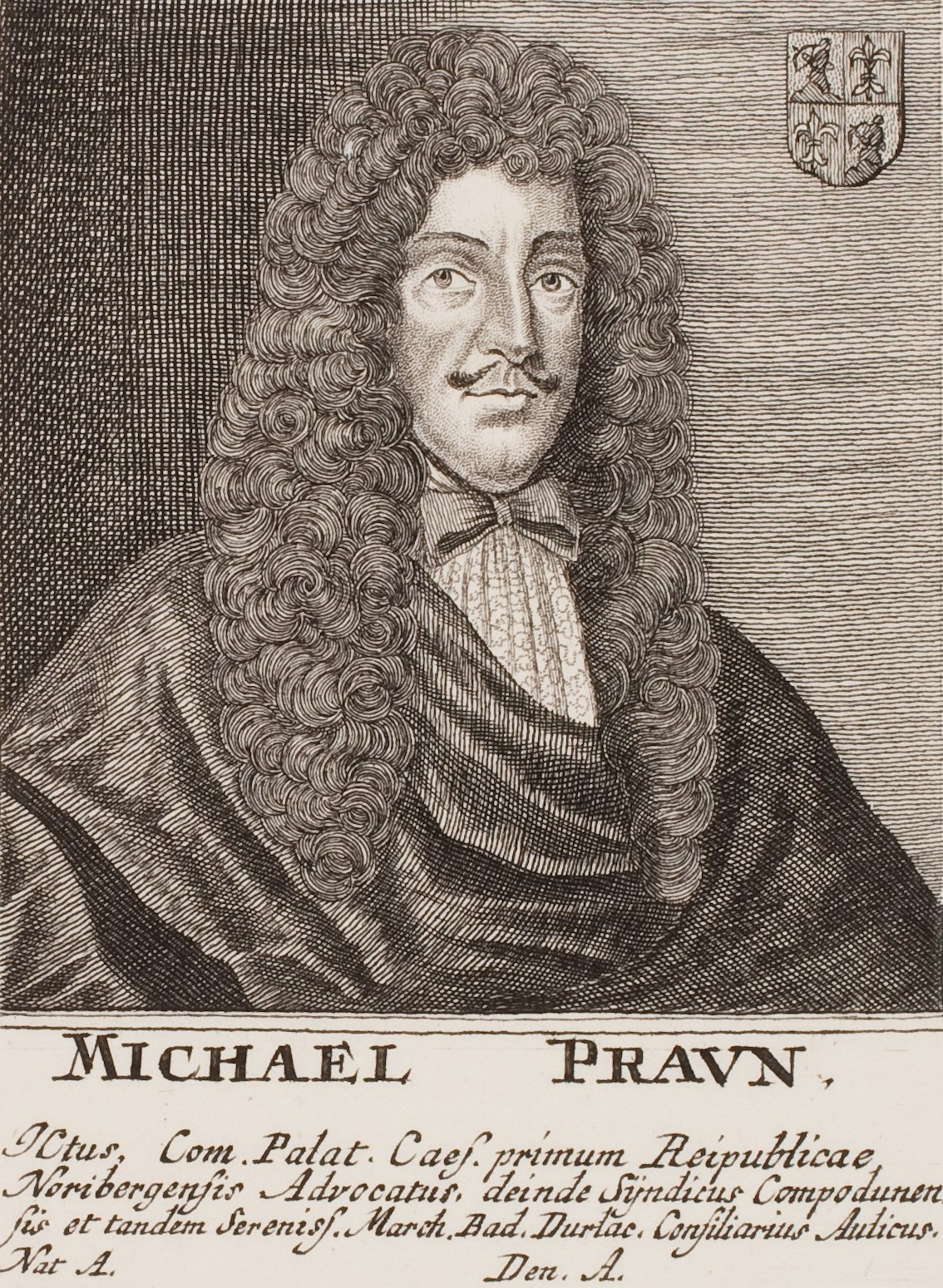
Michael Praun d. J.

Michael Praun (seit 1663: von Praun; * 15. Dezember 1626 in Nürnberg; † 11. Februar 1696 in Kempten) war ein deutscher Jurist und baden-durlachischer Landschreiber, Oberamtsverweser und Hofrat.

## Familie und Herkunft

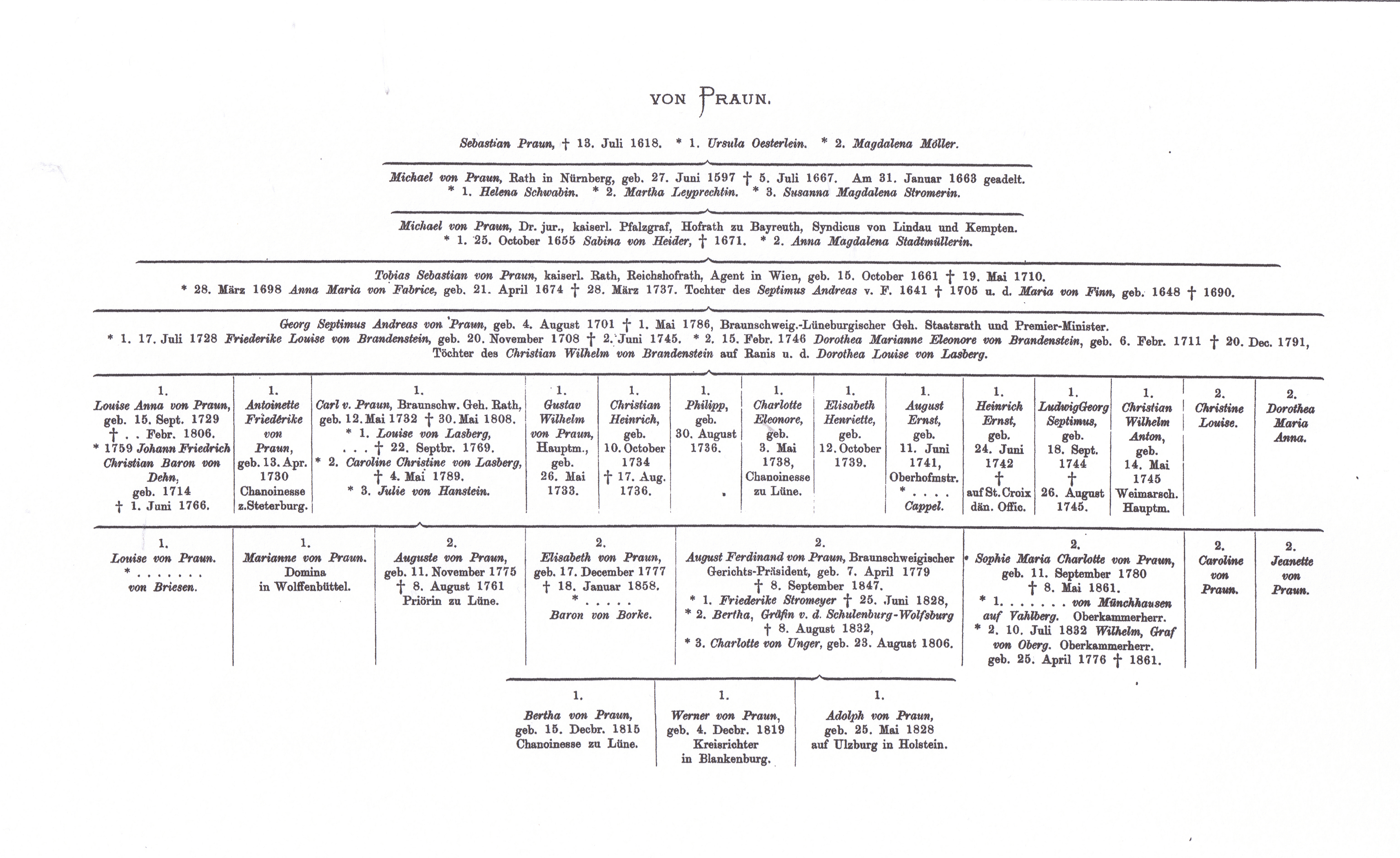
Stammtafel der Familie von Praun

Praun stammt aus einem Patriziergeschlecht. Sein Vater war der Jurist und Nürnberger Ratsherr Michael Praun der Ältere (* 1597; † 1667), der 1663 mit seinen Söhnen Michael, Tobias Sebastian und Nicolaus Heinrich in den Reichsadelsstand erhoben wurde. 
Praun heiratete am 25. Oktober 1658 Sabina Heider (* 2. Juni 1641), die Tochter des Lindauer Syndikus Jakob Heider (* 30. April 1611; † 1655). Aus dieser Verbindung sind mehrere Kinder bekannt:
- Sabina Helena (1641–1670)[5] ⚭ Johann Heinrich May der Ältere
- Susanna Magdalena[6]
- Tobias Sebastian von Praun († 19. Mai 1710) ⚭ Anna Marie, geb. von Fabrice († 1737).
  - Georg Septimus Andreas von Praun war ein Enkel des Michael Praun.
    - Carl von Praun
- Daniel Hieronymus von Praun († 17. Februar 1778)[7]

Aus seiner zweiten Ehe mit Anna Magdalena Stattmüller (1648–1709) ist der Sohn Wolfgang Jakob († 1735) bekannt.
Der Reichshofratsagent Tobias Sebastian Praun war ein Bruder von Michael Praun. Dessen Neffen Daniel Hieronymus und der gleichnamige Tobias Sebastian wurden ebenfalls Reishofratsagenten. Der Sohn von Tobias Sebastian d. J., Georg Septimus Andreas von Praun, war braunschweigischer Regierungsrat.
Anmerkungen
1. ↑  Geschwister der Vorfahren von Georg Septimus Andreas sind nicht aufgeführt.
2. ↑  Der Vater und seine drei Söhne wurden in den Adelsstand erhoben, wobei Michael Praun das Adelsprädikat selbst nicht verwendete und daher auch in der Literatur meist ohne das Prädikat genannt wird.

## Leben
Praun begann 1649 das Studium der Rechtswissenschaften an der Universität Helmstedt, wo er auch bei Hermann Conring studierte und wechselte 1652 an die Universität Altdorf. Hier promovierte er am 6. November 1655, wobei er bereits zuvor als Anwalt in Nürnberg tätig war. 1658 nahm er die Stelle eines Syndikus der damaligen Freien Reichsstadt Lindau an. 1663 erfolgte die kaiserliche Nobilitierung und er wurde zudem zum kaiserlichen Hofpfalzgrafen ernannt. 1667 wechselte er als Syndikus in die damals ebenfalls Freie Reichsstadt Kempten. 1674 wurde Praun – wahrscheinlich auf Fürsprache von Sigmund von Birken – in die Sprachakademie „Fruchtbringende Gesellschaft“ als 849. Mitglied aufgenommen, wo er den Beinamen „Der Vorstellende“ führte.
1676 wurde Praun Landschreiber des baden-durlachischen Oberamts Rötteln und gleichzeitig Oberamtsverweser bis zum Amtsantritt des Landvogts Reinhard von Gemmingen. Als in der Endphase des Holländischen Krieges das Deutsche Reich und das Königreich Frankreich mit der Eidgenossenschaft über eine Neutralität der vier vorderösterreichischen Waldstädte verhandelten, bemühte sich Praun 1677/1678 für das Oberamt Rötteln einen Neutralitätsstatus zu erhalten, da nach dem Fall von Freiburg das ganze badische Oberland schutzlos den französischen Plünderungen ausgesetzt war. Praun nahm zunächst Kontakt mit dem Rat von Basel auf. Basel hatte aufgrund von Besitzungen seiner Bürger in der Markgrafschaft Baden-Durlach ein Interesse daran den Krieg von hier fernzuhalten und so deren Vermögen zu schützen. Praun nahm als Gesandter des Markgrafen an der Tagsatzung vom 30. November 1677 in Baden teil. Nach dem Vorschlag von Praun sollte die Schweiz neben den vier sogenannten Waldstädten auch das badische Oberland mit den Burgen und Schlössern Friedlingen, Hiltelingen, Rötteln und Brombach besetzen und verwalten, wofür Frankreich auf die Plünderung und Zerstörung dieses Landstrichs verzichten sollte. Die deutschen Besatzungen sollten aus diesem Gebiet abgezogen werden. Das ganze Neutralitätsprojekt scheiterte jedoch und das Oberamt Rötteln erlitt erheblichen Schaden, wozu auch die Zerstörung der Burg Rötteln gehörte.
1680 folgte ihm Wilhelm Bernhard Reichenbach im Amt des Landschreibers, während Praun Hofrat des baden-durlachischen Markgrafen Friedrich VII. Magnus wurde. Von 1692 bis zu seinem Tode 1696 wirkte er wieder als Syndikus der Stadt Kempten.